# 沈煜清
沈煜清（1916年—？），男，江苏江阴人，中国作物栽培学与耕作学家，曾任西北农业大学教授、博士生导师。